# Araneus apache
Araneus apache là một loài nhện trong họ Araneidae.
Loài này thuộc chi Araneus. Araneus apache được Herbert Walter Levi miêu tả năm 1975.